# Millard County

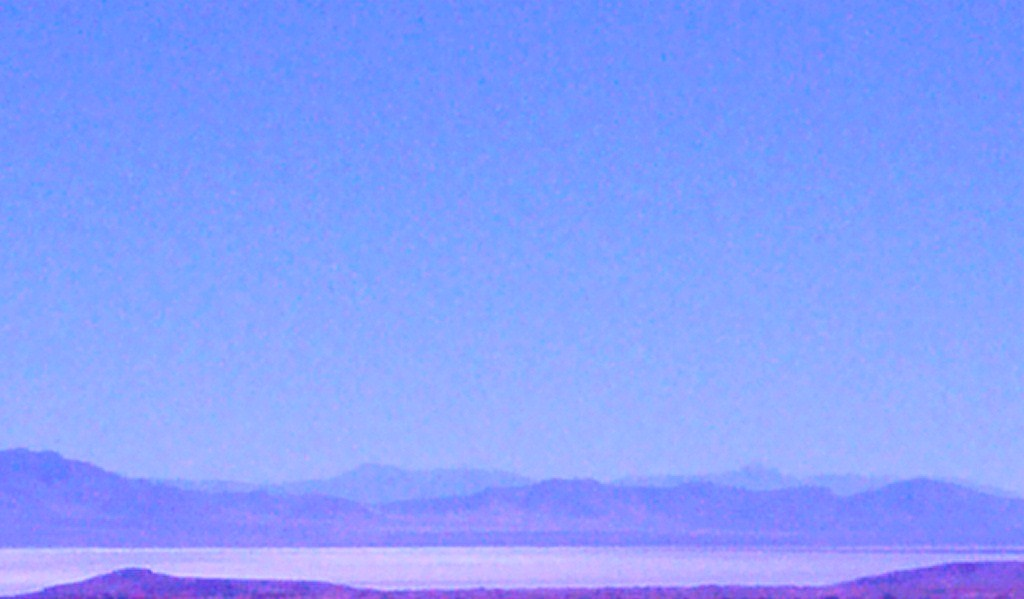
Het drooggevallen Sevier Lake

Millard County is een van de 29 county's in de Amerikaanse staat Utah en is vernoemd naar Millard Fillmore, dertiende president van de V.S.
De county heeft een landoppervlakte van 17.066 km² en telt 12.405 inwoners (volkstelling 2000). De hoofdplaats is Fillmore.
De county bestaat voornamelijk uit woestijn, tienduizenden jaren geleden de bodem van Lake Bonneville. Lake Sevier is hier een overblijfsel van, maar valt ook geregeld droog.

## Bevolkingsontwikkeling
Beaver · Box Elder · Cache · Carbon · Daggett · Davis · Duchesne · Emery · Garfield · Grand · Iron · Juab · Kane · Millard · Morgan · Piute · Rich · Salt Lake · San Juan · Sanpete · Sevier · Summit · Tooele · Uintah · Utah · Wasatch · Washington · Wayne · Weber